# 919
| Calendário gregoriano                                                        | 919 CMXIX                                             |
| Ab urbe condita                                                              | 1672                                                  |
| Calendário arménio                                                           | 368 – 369                                             |
| Calendário bahá'í                                                            | -925 – -924                                           |
| Calendário budista                                                           | 1463                                                  |
| Calendário chinês                                                            | 3615 – 3616 Início a 3 de fevereiro (aproximadamente) |
| Calendário copta                                                             | 635 – 636                                             |
| Calendário etíope                                                            | 911 – 912                                             |
| Calendários hindus - Vikram Samvat - Calendário nacional indiano - Cáli Iuga | 974 – 975 840 – 841 4019 – 4020                       |
| Calendário Holoceno                                                          | 10919                                                 |
| Calendário islâmico                                                          | 306 – 307                                             |
| Calendário judaico                                                           | 4679 – 4680                                           |
| Calendário persa                                                             | 297 – 298                                             |
| Calendário rúnico                                                            | 1169                                                  |
| Calendário solar tailandês                                                   | 1462                                                  |

919 (CMXIX na numeração romana) foi um ano comum do século X do Calendário Juliano, da Era de Cristo, teve início a uma sexta-feira e terminou também a uma sexta-feira, e a sua letra dominical foi C (52 semanas).
No território que viria a ser o reino de Portugal estava em vigor a Era de César que já contava 957 anos.
| Ano completo                       |
| ---------------------------------- |
| Ano comum com início à sexta-feira |

## Nascimentos
- Garcia Sanches I de Pamplona, 5º rei de Pamplona e conde de Aragão (m. 970).

## Mortes
- Odão I de Tolosa (n. 832).